# Hillegersberg-Schiebroek
Pour un article plus général, voir Rotterdam.
Hillegersberg-Schiebroek est un arrondissement de Rotterdam. L'arrondissement compte 43 883 habitants au 1er janvier 2017.

## Histoire
Jusqu'à leur annexion par Rotterdam, le 1er août 1941, Hillegersberg et Schiebroek sont deux municipalités indépendantes. Le premier conseil est créé en 1948. En plus de ce conseil non politique, un autre organisme (le wijkopbouworgaan) s'occupe des affaires sociales.
Le quartier de Hillegersberg-Schiebroek devient, en 1983, un arrondissement de Rotterdam. Le conseil de Hillegersberg-Schiebroek est transformé en 1983 en conseil "deelgemeenterrad", lui-même devenant une commission (gebiedscommissie) en 2014, tout comme dans le reste de la municipalité.

## Les quartiers de l'arrondissement
L'arrondissement comporte six quartiers, Hillegersberg-Noord, Hillegersberg-Zuid, 110-Morgen, Molenlaankwartier, Schiebroek et Terbregge.
- Oud Hillegersberg : la partie la plus ancienne de l'arrondissement ;
- 110-Morgen : créé dans les années cinquante. Le nom fait référence à la surface du polder ;
- Kleiwegkwartier : avec de nombreuses maisons à partir des années 1920-1930 ;
- Molenlaankwartier se compose essentiellement de maisons construites après 1945 ;
- Schiebroek: un quartier résidentiel moderne, situé dans le même polder, qui était à l'origine un jardin ;
- Terbregge, constitué d'une partie ancienne, le long de la rivière Rotte (le nom fait référence au pont sur la rivière) et d'une partie récente, achevé en 2005.

## Transports
Hillegersberg est desservi par les lignes de tramway 4 et 8 et Schiebroek par la ligne de tramway 25. L'arrondissement est également desservi par plusieurs lignes de bus de réseaux de la RET et Qbuzz.

## Galerie

Hillegersberg-Schiebroek
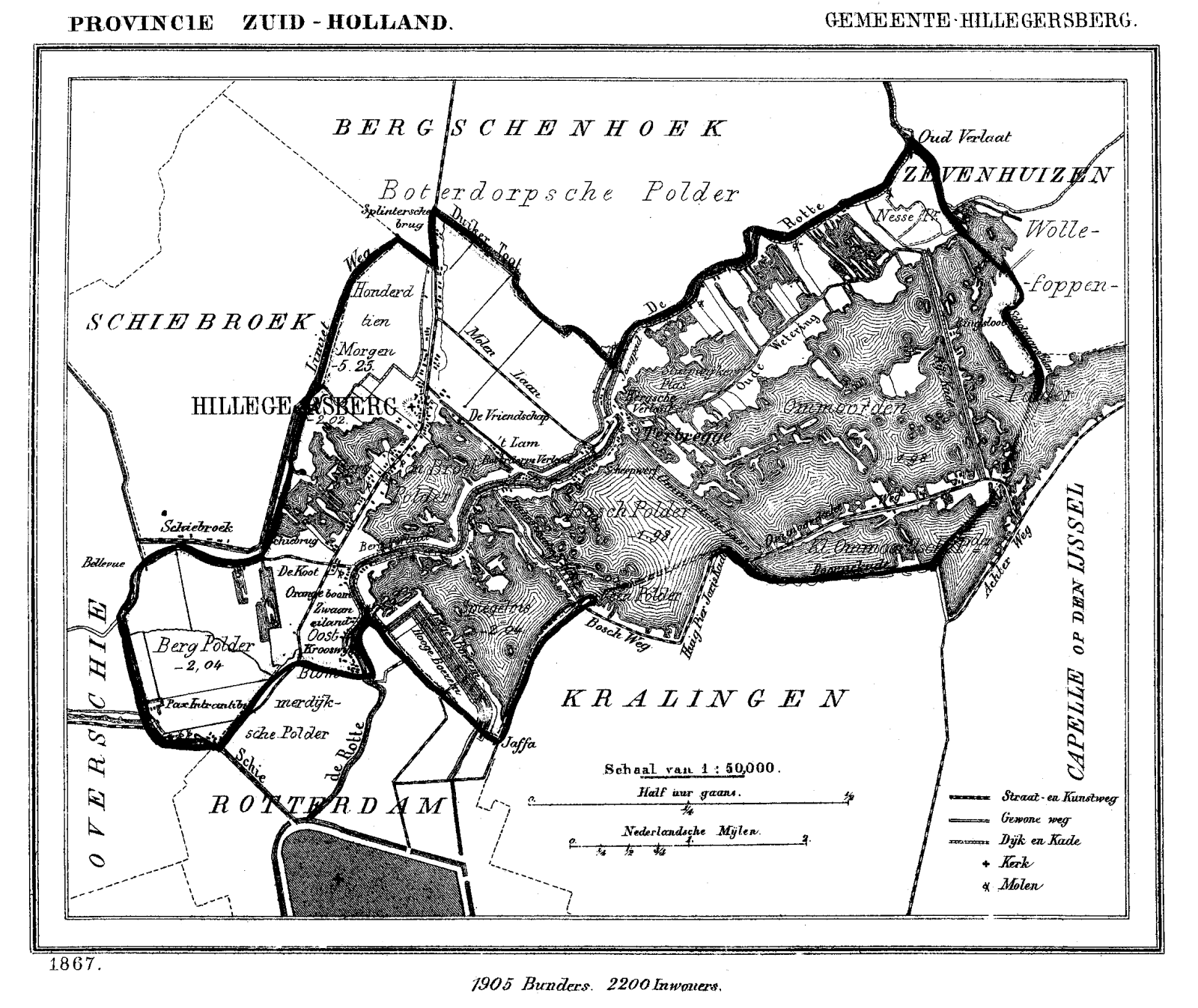
Village de Hillegersberg (1867)
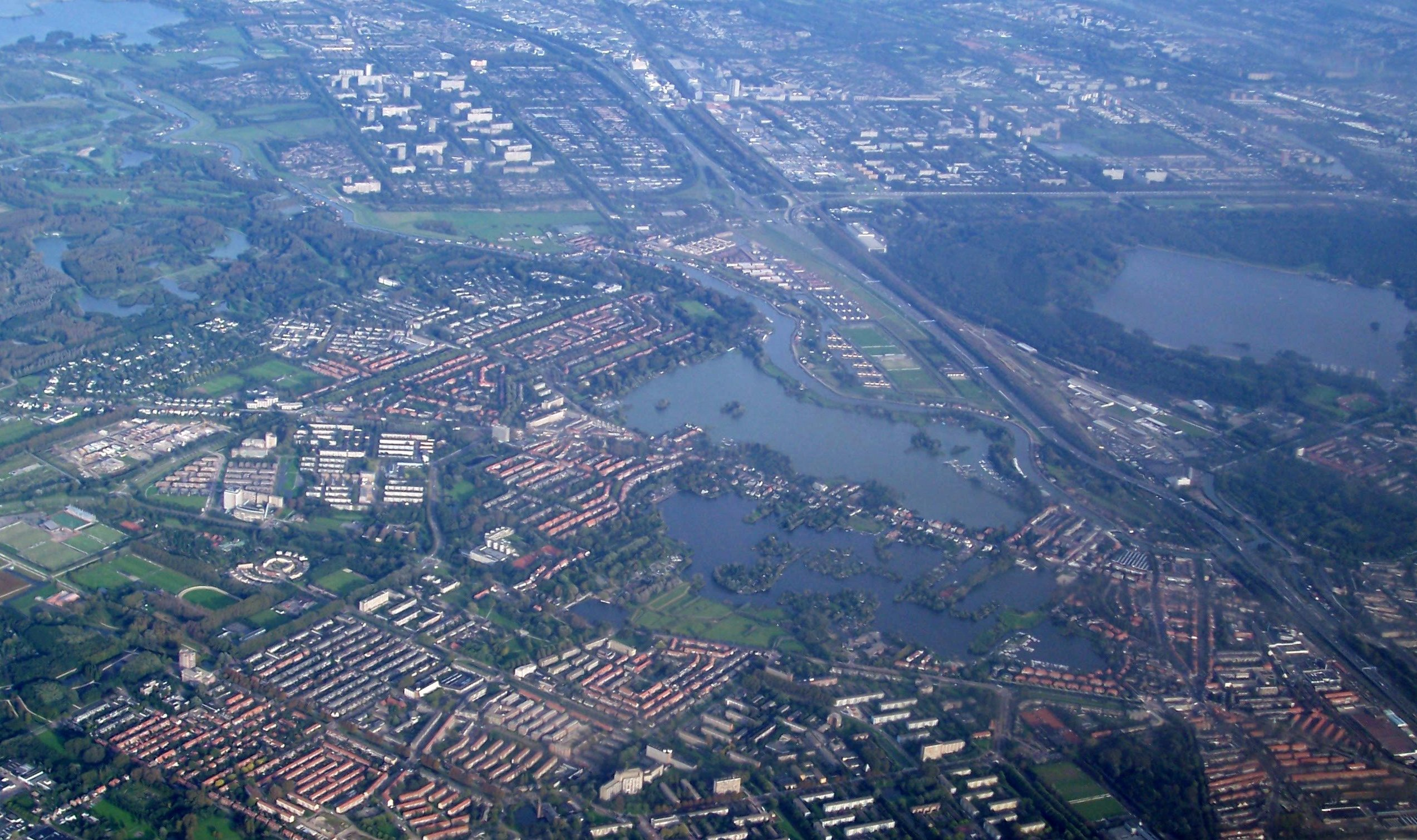
Vue aérienne de Hillegersberg
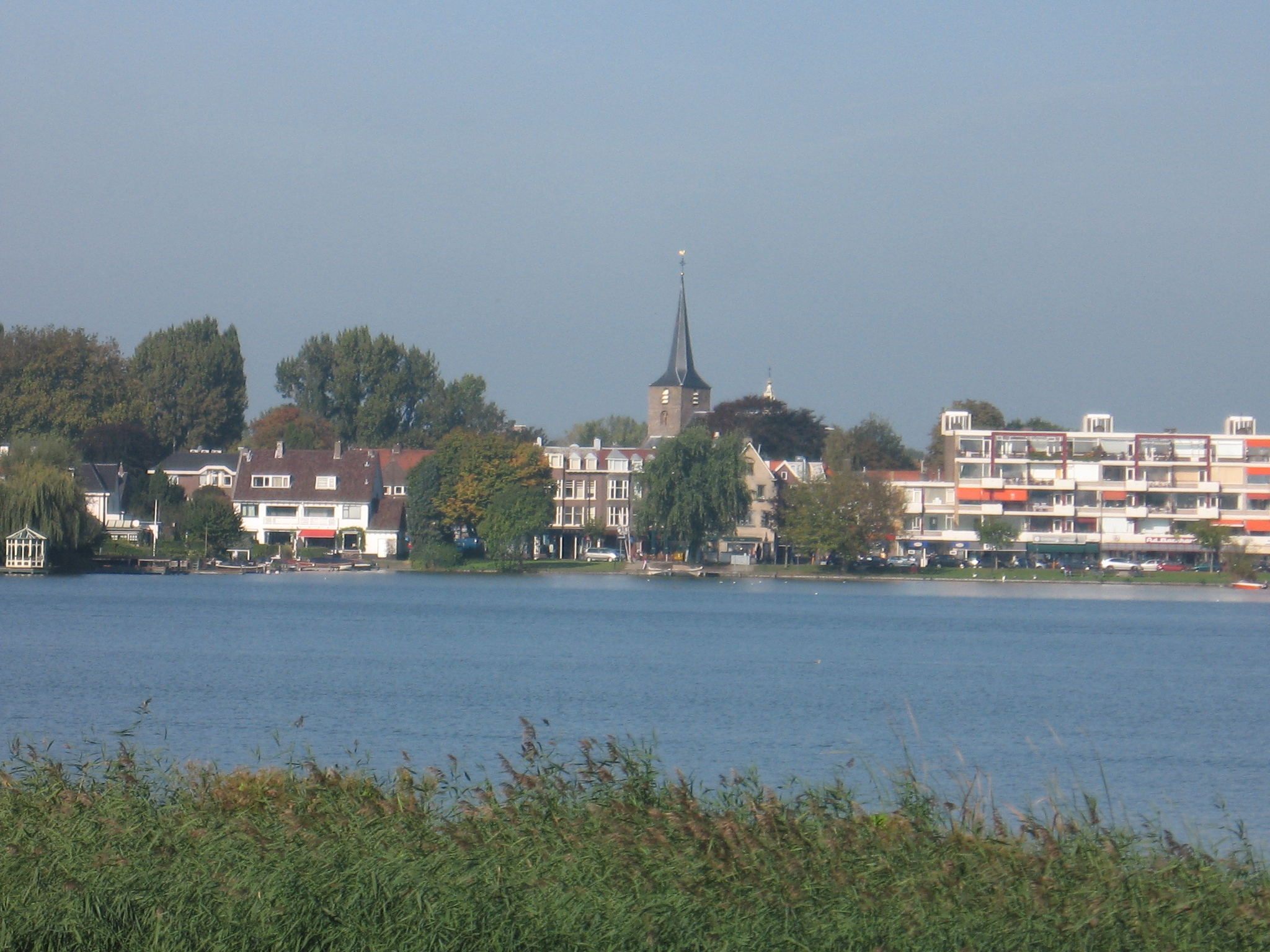
Hillegersberg
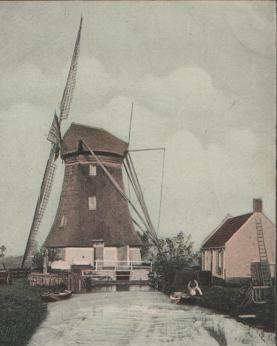
L'un des trois moulins de Schiebroek vers 1900, détruit en 1919
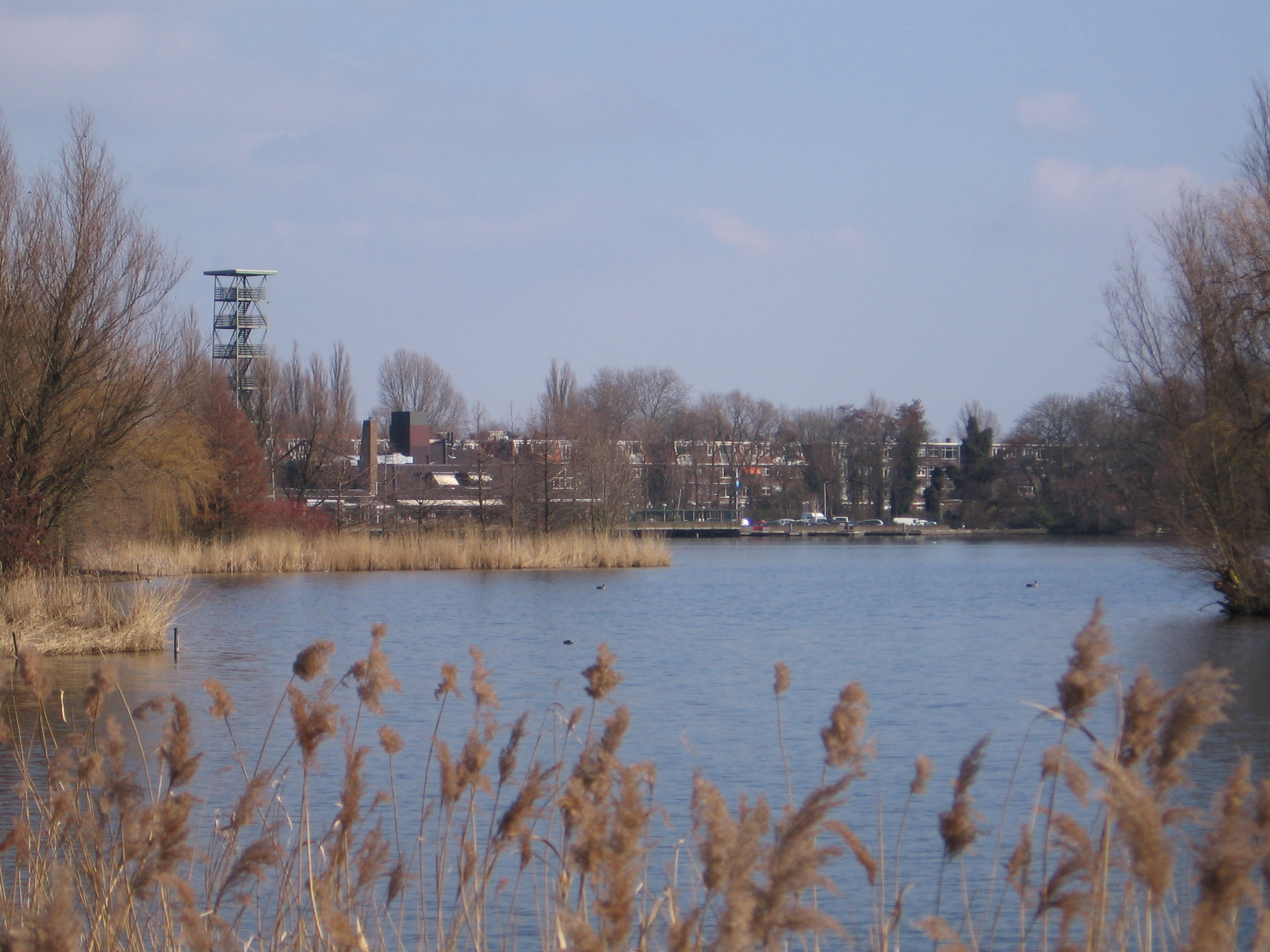
Hillegersberg-Schiebroek